# 香芹酮
香芹酮（英語：Carvone）是一种单萜类有机化合物，分子式为C10H14O。香芹酮是浅橙色至浅棕色油狀液體，可溶於氯仿、甲醇。香芹酮是许多精油中的天然产物，但在葛縷子（Carum carvi）、留蘭香（Mentha spicata）、蒔蘿（Anethum graveolens）的种子油中含量最丰富。

## 歷史
古羅馬人已將葛縷子入藥。然而，直到1849年，香芹酮才被Franz Varrentrapp (1815–1877) 分離。 Goldschmidt 和 Zürrer 確定香芹酮為與檸檬烯相關的酮，而香芹酮的結構最終由俄羅斯有機化學家葉戈爾·華格納提出。

## 立體化學

(R) 給予薄荷其特徵性氣味。 (S) 給予葛縷子其特徵性氣味。

香芹酮由兩個鏡像異構體：賦予薄荷微甜薄荷味的R-(−)-香芹酮，以及其鏡像，即賦予葛縷子籽辛辣氣味的S-(+)-香芹酮。
兩個對映異構體被感知味氣味不同說明，嗅覺受體對兩個異構體的反應不一。研究發現松鼠猴亦能分辨出香芹酮兩個對映體的氣味。

## 天然存在
S-(+)-香芹酮是葛縷子油的主要成分（60-70%），而葛縷子油一年的產量達到大約10噸。它占蒔蘿籽油的40-60%，亦存在於橘子皮。
R-(-)-香芹酮是數個薄荷品種的精油的主要成分，尤其是留蘭香油（50-80%），因此留蘭香油是天然R-(-)-香芹酮的主要天然來源之一。然而，大部分的商用R-(-)-香芹酮是由R-(+)-檸檬烯製備而成。
而某些精油，例如鲁沙香茅油，則同時含有以上兩個對映異構體。

## 應用

### 食品
香芹酮的兩個對映異構體均應用於食品工業。香芹酮是葛縷子、蒔蘿和留蘭香等香料的主要香氣成分，而這些香料長久以來都應用於製備食物。同時，R-(-)-香芹酮被用作食用香精。

### 害蟲防治
R-(-)-香芹酮獲美国环境保护局批准用作驅蚊劑。

## 合成
香芹酮可以由檸檬烯合成。先將檸檬烯與亞硝酰氯反應，加熱所生成的亞硝基化合物會產生香芹酮肟，再將其與草酸反應，則能合成香芹酮。
作為製造橙汁的副產物，橙皮的供應量龐大，因此可以廉價獲得檸檬烯，相應地讓合成香芹酮的成本變得較低。

### 生物合成
在薄荷、葛縷子等植物中，香芹酮是由檸檬烯氧化而成。

## 化學性質

### 還原
香芹酮分子中共有三個雙鍵可以被還原，反應的產物取決於反應的試劑與條件。催化氫化可以生成香芹薄荷醇（2）或香芹薄荷酮（3），以鋅/乙酸還原可以生成二氫香芹酮（4），MPV还原反应或Luche还原反应生成香芹醇（5），而沃尔夫-凯惜纳-黄鸣龙还原反应反應生成檸檬烯。

### 氧化
香芹酮的氧化可以生成各種產物：

### 共軛加成
作為 α,β-不飽和酮，香芹酮能夠與親核試劑進行共軛加成。例如，香芹酮能夠與二甲基銅鋰反應在3-位甲基化，產物中异丙烯基與甲基為反式關係，反應選擇性好；隨後再與烯丙基溴反應引入烯丙基，生成產物（11）。

### 全合成的應用
由於純手性的香芹酮可以廉價獲得，香芹酮是不對稱天然產物全合成優秀的起始物。例如，在1998年，(S)-(+)-香芹酮被用於苦木素全合成的起始物：
又例如，塞缪尔·丹尼谢夫斯基对天然产物Peribysin E（一种艾里莫芬烷类倍半萜）的全合成，就是以香芹酮和3-三甲基硅氧基-1,3-丁二烯经过D-A反应得到的产物为起始物來實現的。

### 其他
香芹酮的雙鍵可以參與Ene反應，比如與3-丁烯-2-酮加成：

## 代謝
體內研究顯示香芹酮主要在身體內代謝成香芹酮酸、二氫香芹酮酸和uroterpenolone。副產物(−)-或(+)-香芹醇分別是(−)-或(+)-香芹酮被NADPH還原而生。這過程主要發生在肝臟，而且涉及到细胞色素P450氧化酶和(+)-反式香芹酚脱氫酶。